# Rob Tielman
Robertus Albert Petrus Tielman (Hilversum, 19 augustus 1946) is een Nederlandse socioloog, die vooral toonaangevend is op zijn gebied voor de homo-emancipatie en de humanistische emancipatie. Hij was en is actief in allerlei besturen, zoals hoofdbesturen van het COC, het Humanistisch Verbond en de International Humanist and Ethical Union.

## Jeugd en studie
Rob Tielman komt uit een religieus en sociaal opzicht gezien gemengd gezin: terwijl zijn moeder uit de katholieke middenklasse kwam, was zijn vader een atheïstische ongeschoolde arbeider die uiteindelijk directeur van de VARA werd. Tielman kreeg een katholieke opvoeding door zowel zijn moeder als zijn lagere- en middelbare school. Rond zijn zestiende jaar brak hij met het geloof en werd humanist.
Rob Tielman studeerde van 1964 tot 1967 sociologie aan de Katholieke Universiteit Nijmegen en van 1967 tot 1971 aan de Universiteit Utrecht. Hij begon zijn carrière als assistent van Piet Thöenes. Bij de universiteit Utrecht werd Tielman in 1971 wetenschappelijk medewerker bij de vakgroep Primaire Groepen & Socialisatiesprocessen van het Sociologisch Instituut. In 1982 promoveerde hij in Utrecht op het proefschrift Homoseksualiteit in Nederland: Studie van een Emancipatiebeweging. In dit proefschrift schetst hij in hoofdlijnen de aard en omvang van de eeuwen durende maatschappelijke achterstelling van  homoseksuelen en het verzet hiertegen dat begon in 1911.

## Studies naar homoseksualiteit
Al tijdens zijn studententijd in Utrecht sloot Tielman zich aan bij een vereniging van homo-studenten. In 1971 werd Tielman algemeen secretaris van het COC, een vereniging die zich inzet voor de emancipatie van homoseksuelen in Nederland, in een periode dat deze organisatie werd omgevormd van een vereniging voor homo’s naar een levendige politieke belangenbehartigingsgroep, waarbij de focus werd verlegd van 'opvang intern' naar 'maatschappelijke verandering'. Hij introduceerde hierbij het begrip integratie door confrontatie. Hij was een van de eersten in Nederland met belangstelling voor de historische ontwikkeling van homoseksualiteit, en wist op dat gebied twee belangrijke daden te stellen: de overbrenging van het verwaarloosde COC-archief naar het Rijksarchief, en het behoud van de omvangrijke boekenverzameling en het archief van COC-oprichter Jaap van Leeuwen voor het nageslacht. Tielman was voorzitter van de Stichting Homologie en hij was van 1982 tot 1992 voorzitter van de Interfacultaire Werkgroep Homostudies van de Universiteit Utrecht en van 2002 tot 2009 bestuurslid van het Internationaal Homo/Lesbisch Informatiecentrum en Archief (IHLIA) en sinds 1998 secretaris van de Leerstoelenstichting Lesbische en Homostudies.

## Humanisme
Tielman gaf in het publieke en politieke domein en via de massamedia het humanisme een duidelijk gezicht, waarbij hij zich inzette voor de emancipatie voor humanisten in Nederland. Rob Tielman kwam in 1969 in aanraking met verschillende belangrijke personen in het humanisme door zijn onderzoek in het HOI voor zijn studie. Hij kwam onder andere in contact met Jaap van Praag en Piet Thöenes. In 1971 sloot hij zich aan bij het Humanistisch Verbond, werd in 1973 lid van het hoofdbestuur en van 1977 tot 1987 was hij voorzitter. Waarbij het hoofdbestuur van het Humanistisch Verbond in het begin vooral een professorenclubje was, met voorzitters als Hoetink en van Praag, betekende de aanstelling van Tielman, die in 1977 niet eens gepromoveerd was, een ommekeer in het Humanistisch Verbond. Na het voorzitterschap van het Humanistisch Verbond werd hij in 1987 bijzonder hoogleraar Sociale en Culturele Aspecten van het Humanisme in Utrecht. In 1995 werd hij hoofddocent Onderwijskunde, eveneens in Utrecht. Daarnaast had Tielman nog andere bestuurlijke functies, zoals van 1986 tot 1998 (co)president van het International Humanist and Ethical Union, van 1994 tot 1999 voorzitter van de European Humanist Professionals en van 1991 tot 1999 vicevoorzitter van de European Humanist Federation. Sinds 2007 is Tielman voorzitter van de seculier humanistische denktank Center for Inquiry Low Countries. De focus van het humanisme dat hij propageerde lag bij hem op de zelfbeschikking van het individu en op het recht om zelf vorm en inhoud te geven aan het eigen bestaan. Van 1996 tot 2011 was Tielman voorzitter van het Humanistisch Historisch Centrum.

## Onderwijs
Van 1987 tot 2013 was hij voorzitter van het landelijk platform openbaar onderwijs CBOO. Van 1994 tot 2005 werd hij vanuit de Universiteit Utrecht gedetacheerd bij het Algemeen Pedagogisch Studiecentrum als directie-adviseur openbaar onderwijs en als secretaris van het Studiecentrum Openbaar Onderwijs. Tielman is voorstander van een levensbeschouwelijk pluriforme openbare ontmoetingsschool
Rob Tielman ging in 2005 met vervroegd pensioen.

## Trivia
- Van 1975 tot 1997 was hij bestuurslid van het Nederlands Centrum voor Geestelijke Volksgezondheid (het huidige Trimbos Instituut).
- Na zijn pensioen in 2005 is Tielman actief gebleven als blogger en is hij actief in het geven van raad en advies.
- Over Tielman is er een bloemlezing verschenen van zijn werk voor het humanisme.[4]
- Rob Tielman was een Socrates-hoogleraar.[5]
- Tielman werd in 1987 Officier in de Orde van Oranje-Nassau en ontving in 1998 de Bob Angelo Penning.

## Publicaties in boekvorm
- Homoseksualiteit in Nederland (1982)[6]
- Voorontwerp Humanistisch Perspectief (1983)
- Grondrechtenafweging en de Wet Gelijke Behandeling (1984)
- Socialisatie en Emancipatie (1985)
- Humanistische Sociologie: een Paradox als Paradigma (1987)[7]
- Building a World Community (1989)
- Humanisme onder Kritiek (1990)[8]
- Bisexuality and HIV/AIDS: a Global Perspective (1991)
- Third Pink Book; Gay and Lesbian Rights Worldwide (1993) (waarbij hij samen met Aart Hendriks en Evert van der Veen de redactie vormde)
- Homosexuality as Touchstone (2010)